# Miconia pileata
Miconia pileata är en tvåhjärtbladig växtart som beskrevs av Dc.. Miconia pileata ingår i släktet Miconia och familjen Melastomataceae. Inga underarter finns listade i Catalogue of Life.